# Alangudi
Alangudi é uma panchayat (vila) no distrito de Pudukkottai, no estado indiano de Tamil Nadu.

## Geografia
Alangudi está localizada a 10° 22′ N, 78° 59′ L. Tem uma altitude média de 79 metros (259 pés).

## Demografia
Segundo o censo de 2001,  Alangudi  tinha uma população de 10.742 habitantes. Os indivíduos do sexo masculino constituem 51% da população e os do sexo feminino 49%. Alangudi tem uma taxa de literacia de 77%, superior à média nacional de 59.5%; com 55% para o sexo masculino e 45% para o sexo feminino. 12% da população está abaixo dos 6 anos de idade.